# Grottaferrata
Grottaferrata es una ciudad de 20.492 habitantes en la provincia de Roma, en la zona de las colinas Albanas, que forma parte de los Castelli Romani. La localidad es conocida sobre todo por su abadía.
La «Abbazia di Santa Maria» fue fundada en el año 1004 por san Nilo de Rossano, y acabada en el año 1024 por San Bartolomeo. En una de sus capillas pueden verse frescos obra de Domenichino y detrás del altar se encuentra una pintura de Annibale Carracci, que representa La Virgen entre los dos fundadores (San Bartolomeo y San Nilo). En esta iglesia la misa se celebra en ritual griego-bizantino.

## Evolución demográfica
| Gráfica de evolución demográfica de Grottaferrata entre 1861 y 2001 |
|                                                                     |
| Fuente ISTAT - elaboración gráfica de Wikipedia                     |